# Fontanelle (Iowa)
Fontanelle és una població dels Estats Units a l'estat d'Iowa. Segons el cens del 2000 tenia 692 habitants.

## Demografia
Segons el cens del 2000, Fontanelle tenia 692 habitants, 305 habitatges, i 186 famílies. La densitat de població era de 300,2 habitants/km².
Dels 305 habitatges en un 23% hi vivien nens de menys de 18 anys, en un 51,5% hi vivien parelles casades, en un 7,2% dones solteres, i en un 38,7% no eren unitats familiars. En el 35,1% dels habitatges hi vivien persones soles el 22% de les quals corresponia a persones de 65 anys o més que vivien soles. El nombre mitjà de persones vivint en cada habitatge era de 2,11 i el nombre mitjà de persones que vivien en cada família era de 2,7.
Per edats la població es repartia de la següent manera: un 20,2% tenia menys de 18 anys, un 7,2% entre 18 i 24, un 19,4% entre 25 i 44, un 18,9% de 45 a 60 i un 34,2% 65 anys o més.
L'edat mediana era de 48 anys. Per cada 100 dones de 18 o més anys hi havia 76,4 homes.
La renda mediana per habitatge era de 31.328 $ i la renda mediana per família de 39.861 $. Els homes tenien una renda mediana de 30.000 $ mentre que les dones 20.550 $. La renda per capita de la població era de 16.352 $. Entorn del 3,6% de les famílies i el 5,8% de la població estaven per davall del llindar de pobresa.

## Poblacions més properes
El següent diagrama mostra les poblacions més properes.